# Uccle
Uccle (nld. Ukkel) – gmina w Belgii, jedna z 19 w dwujęzycznym Regionie Stołecznym Brukseli, w Okręgu Stołecznym Brukseli. 1 stycznia 2023 liczyła 86 101 mieszkańców. Ośrodek przemysłu spożywczego. Pod względem powierzchni jest największą gminą regionu.

## Osoby

### urodzone w Uccle
- Matylda d’Udekem d’Acoz, królowa Belgii
- Anouk Grinberg, francuska aktorka, laureat Nagrody Abela
- Vincent Kompany, belgijski piłkarz
- Jacques Tits, matematyk[2][3]

## Współpraca
Miejscowość partnerska:
- Neuilly-sur-Seine, Francja